# 1816 en droit
Cet article présente les faits marquants de l'année 1816 en droit.

## Événements
- Autorisation d’enseigner le tchèque dans les lycées de Bohême (1816-1821).

### Juillet
- 9 juillet : le congrès de Tucumán proclame l’indépendance de l'Argentine et des Provinces-Unies d’Amérique du Sud. Il scelle la victoire de la junte révolutionnaire et de sa figure de proue, José de San Martín. L'Argentine reçoit son indépendance formelle de la part de l'Espagne.

## Décès
- 8 février : Théodore Jonet, juriste, magistrat, professeur de droit public à l'Université libre de Bruxelles et homme politique belge († 25 mars 1862).